# اودناتا
اودناتا (انگلیسی: Oodnadatta) شهرک کوچکی است در ایالت استرالیای جنوبی، استرالیا. 
در سرشماری سال ۲۰۰۶ جمعیت آن ۲۷۷ نفر گزارش شده است (۱۵۰ مرد و ۱۲۷ زن، از جمله ۱۰۳ استرالیایی بومی).
اودناتا با محدوده‌ای ۷٬۸۰۰ کیلومتر مربعی از مراتع خشک، شامل چند گاوداری احاطه شده که در نزدیکی بیابان سیمپسون قرار گرفته‌اند.
اودناتا ۱۱۲ متر بالاتر از سطح دریا و در فاصله ۸۷۳ کیلومتری شمال شهر آدلاید (مرکز ایالت) واقع شده‌است.